# Свети Трије Краљи
Свети Трије Краљи (словен. Sveti Trije Kralji) је насељено мјесто у општини Радље об Драви, Корушка регија, Словенија.

## Историја
До територијалне реорганизације у Словенији били су у саставу старе општине Радље об Драви.

## Становништво
У попису становништва из 2011. године, Свети Трије Краљи су имали 227 становника.
| Број становника према пописима | Број становника према пописима | Број становника према пописима |
| ------------------------------ | ------------------------------ | ------------------------------ |
| 1991                           | 2002                           | 2011                           |
| 175                            | 206                            | 227                            |

Напомена: Од 1955. до 1993. године исказивано под именом Брезовец.